# Мазин, Лазарь Саулович
Ла́зарь Сау́лович Ма́зин (30 декабря 1938 — 27 декабря 2020, Санкт-Петербург) — советский и российский учёный-механик, профессор (1992), доктор технических наук, специалист по оборудованию текстильной и лёгкой промышленности.

## Биография
Родился 30 декабря 1938 года, в детском возрасте пережил блокаду Ленинграда.
В 1961 году окончил спецкурс Ленинградского механического института, по окончании института до 1965 года работал инженером Кировского завода.
В 1969 году защитил кандидатскую, а в 1986 году — докторскую диссертацию на тему «Анализ и синтез приемно-намоточных механизмов машин химических волокон». Проработал Лазарь Саулович в СПбГУПТД более 50 лет, руководил в нём кафедрой машиноведения. С 1992 года профессор кафедры.
Скончался 27 декабря 2020 года на 82-м году жизни.

## Научная деятельность
Воспитал большое количество кандидатов и докторов наук, много работал в Учёном и Диссертационном Советах университета, руководил дипломными работами студентов, оппонировал диссертации, являлся членом редакционных коллегий ряда научных журналов. Им опубликовано 8 монографий, более 250 научных статей, имеются 2 авторских свидетельства и 3 патента на изобретения.

### Диссертация
Разработка теории и научные основы проектирования приемно-намоточных механизмов текстильных машин : диссертация … доктора технических наук : 05.02.13. — Ленинград, 1985. — 472 с.

### Монографии
- Беспалова И. М. Надежность машин : учебное пособие / И. М. Беспалова, Л. С. Мазин; Санкт-Петербургский гос. ун-т технологий и дизайна. — Санкт-Петербург : СПГУТД, 2006. — 116 с.
- Марковец А. В. Кинематический анализ механизмов транспортирования материалов швейных машин : монография / А. В. Марковец, Л. С. Мазин ; Санкт-Петербургский гос. ун-т технологий и дизайна. — Санкт-Петербург : СПГУТД, 2006. — 311 с.
- Марковец А. В. Динамический анализ механизмов транспортирования материалов швейных машин : монография / А. В. Марковец, Л. С. Мазин ; Санкт-Петербургский гос. ун-т технологий и дизайна. — Санкт-Петербург : СПГУТД, 2010. — 237 с.

### Учебники, учебные пособия
- Рокотов Н. В. Основы проектирования. Лабораторный практикум : учебное пособие / Рокотов Н. В., Марковец А. В., Мазин Л. С. [и др.] — СПб.: СПбГУПТД, 2019. — 70 c.
- Рокотов Н. В. Разработка специальных узлов машин текстильной и легкой промышленности. Анализ процессов формирования тел намотки приемно-намоточных механизмов : учебное пособие / Рокотов Н. В., Марковец А. В., Мазин Л. С. [и др.]. — СПб.: СПбГУПТД, 2019. — 84 c.
- Рокотов Н. В. Основы проектирования. Лабораторный практикум : учебное пособие / Рокотов Н. В., Марковец А. В., Мазин Л. С. [и др.]. — СПб.: СПбГУПТД, 2019. — 70 c.
- Мазин Л. С. Математические модели узлов машин и механизмов как объектов управления : учебное пособие / Мазин Л. С., Марковец А. В. — СПб.: СПбГУПТД, 2020. — 127 c.

## Награды и премии
- почётный профессор СПбГУПТД.
- нагрудный знак «Почётный работник высшего профессионального образования Российской Федерации».